# James Stephenson
James Albert Stephenson (n. 14 aprilie 1889, Selby, Anglia, Regatul Unit al Marii Britanii și Irlandei – d. 29 iulie 1941, Pacific Palisades⁠(d), California, SUA) a fost un actor britanic de teatru și film. A avut un succes extraordinar de rapid la Hollywood, când a debutat în SUA la 49 de ani, dar a decedat pe neașteptate la 52 de ani.

## Biografie și carieră
Fiul unui chimist și farmacist, John G. Stephenson și al soției acestuia, Emma, Stephenson a crescut în West Riding of Yorkshire și Burnley, Lancashire, împreună cu frații săi, Alan și Norman. A lucrat ca funcționar de bancă și mai târziu a avut o carieră de comerciant. În anii 1930, a emigrat în Statele Unite și a devenit cetățean american în 1938. 
După ce a jucat pe scena teatrului, Stephenson și-a făcut debutul cinematografic în 1937, la vârsta de 48 de ani, inițial a jucat în filme britanice. Warner Bros. a semnat cu acesta un contract în anul următor și a început să joace rolul de răufăcători urbani și de domni căzuți în dizgrație.
Marele lui succes a început atunci când regizorul William Wyler l-a ales să joace rolul avocatului Howard Joyce, în ciuda împotrivirii studioului Warner Bros., în filmul Taina ei (1940), unde a fost avocatul apărării doamnei Leslie Crosbie, interpretată de Bette Davis. Pentru acest film, Stephenson a fost nominalizat la Premiul Oscar pentru cel mai bun actor în rol secundar. Mai târziu în acel an, a jucat rolul principal în Calling Philo Vance. În 1941, a fost cap de afiș pentru prima dată în Shining Victory, în care a interpretat personajul doctorului Paul Venner.
Tocmai când cariera sa actoricească a început să crească, el a murit în urma unui atac de cord la 52 de ani. Este înmormântat la Glendale, în Forest Lawn Memorial Park.

## Filmografie
- The Perfect Crime (1937) - Parker
- The Man Who Made Diamonds (1937) - Ben
- You Live and Learn (1937) - Sam Brooks
- Take It from Me (1937) - Lewis
- The Dark Stairway (1938) - Inspector Clarke
- White Banners (1938) - Thomas Bradford
- Mr. Satan (1938) - Tim Garnett
- It's in the Blood (1938) - Milky Joe
- When Were You Born (1938) - Phillip 'Phil' Corey (Libra)
- Cowboy from Brooklyn (1938) - Prof. Landis
- Boy Meets Girl (1938) - Major Thompson
- Nancy Drew... Detective (1938) - Challon
- Heart of the North (1938) - Inspector Stephen Gore
- Devil's Island (1939) - Col. Armand Lucien
- King of the Underworld (1939) - Bill Stevens
- Torchy Blane in Chinatown (1939) - Mr. Mansfield
- Secret Service of the Air (1939) - Jim Cameron
- The Adventures of Jane Arden (1939) - Dr. George Vanders
- On Trial (1939) - Gerald Trask
- Wanted by Scotland Yard (1939) - Fingers
- Confessions of a Nazi Spy (1939) - British Military Intelligence Agent
- Sons of Liberty (1939, Short) - Colonel Tillman
- Beau Geste (1939) - Major Henri de Beaujolais
- The Old Maid (1939) - Jim Ralston
- Espionage Agent (1939) - Dr. Anton Rader
- The Private Lives of Elizabeth and Essex (1939) - Sir Thomas Egerton
- We Are Not Alone (1939) - Sir William Clintock
- Wolf of New York (1940) - Hiram Rogers
- Calling Philo Vance (1940) - Philo Vance
- Murder in the Air (1940) - Joe Garvey
- River's End (1940) - Insp. McDowell
- The Sea Hawk (1940) - Abbott
- A Dispatch from Reuter's (1940) - Carew
- The Letter (1940) - Howard Joyce
- South of Suez (1940) - Inspector Thornton
- Flight from Destiny (1941) - Dr. Lawrence Stevens
- Shining Victory (1941) - Dr. Paul Venner
- International Squadron (1941) - Squadron Leader Charles Wyatt
- The Smiling Ghost (1941) - John Eggleston in Photo (nemenționat) (ultimul rol de film)